# فلاور ماوند (تگزاس)
فلاور ماوند، تگزاس(به انگلیسی: Flower Mound, Texas) شهری در ایالت تگزاس از ایالات جنوبی ایالات متحده آمریکا است. در سرشماری سال ۲۰۰۰، جمعیت این شهر ۵۰۷۰۲ نفر اعلام شد.